# Gonimbrasia belina

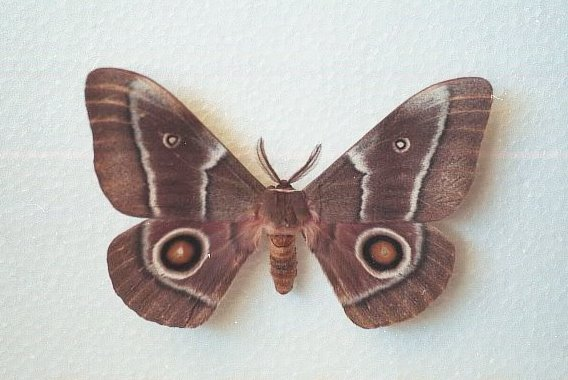
Mopane adulto.

La mariposa Gonimbrasia belina es una especie de lepidóptero ditrisio de la familia Saturniidae (subfamilia Saturniinae, comúnmente llamadas mariposas emperador). Es una mariposa nocturna propia del sur de África; posee grandes orugas comestibles, las mopani u orugas mopane, que son una importante fuente de proteína para millones de personas en África austral.

## Nombre común
El término mopane es debido a hallarse la especie en el árbol Colophospermum mopane.
Otros nombres vernáculos son: 
- Botsuana
  - iKalanga:mashonja
  - Setswana: fane
- Sudáfrica
  - Sepedi: masonja (coloq)[2]
  - Tshivenda: mashonzha
  - Xitsonga: matamani o masonja""
- Zambia
  - muyaya[3]
  - finkubala[4]
- Zimbabue
  - Ndebele: macimbi
  - Shona: madora

## Ciclo de vida
Como muchas orugas, la del mopane eclosiona del huevo en verano, procediendo a comer follaje de su inmediata vecindad. Al crecer la larva,  muda 4 veces en sus 5 estadios larvales; es en el último estadio que la larva es considerada en su mejor momento para cosecharla. Después de la cuarta muda, se entierra debajo tierra y empupa, estadio donde sufre una completa transformación y pasa a la polilla adulta. Ese estadio pasa en invierno,  durante 6 a 7 meses, y emerge al comienzo del verano austral (noviembre o diciembre). 
La mariposa adulta vive solo tres a cuatro días, período en que se aparea y pone los huevos.

## Enemigos
Como muchos animales en la base de la cadena trófica, las orugas y sus huevos son atacados por varios predadores, parásitos y por enfermedades.
Con frecuencia, más del 40% de sus huevos son atacados por varios parásitos; las orugas a su vez son susceptibles de infección viral que da una alta tasa de mortalidad.
Los mayores predadores son varias aves y humanos, que los capturan para comerlos.

## Dieta
Aunque la oruga se alimenta principalmente del árbol del mopane, no se limita a esa dieta, y come de muchas otras especies de árboles indígenas de la misma región, incluyendo hojas del árbol mango. Esto permite a la oruga explorar un área mayor, no centrada exclusivamente en los límites geográficos de los árboles de mopane. Como el estado larval es más corto que el de otras especies de mariposas, el daño foliar es fácilmente superado por el árbol, para recuperarse con la siguiente generación de orugas.
Como otras orugas, es muy voraz hasta completar su desarrollo para convertirse en pupa, lo cual hace en un túnel bajo tierra.

## La oruga como alimento
Son cosechadas, generalmente por mujeres y niños. En los matorrales, las orugas no son consideradas propiedad de nadie, pero muy cerca de una casa se pide permiso para cosecharlas. Chavanduka describe a mujeres en Zimbabue poniendo una marca a árboles en particular para establecer propiedad. Cuando es capturada, se le pincha la cola y se la estruja para romper sus tripas, y luego se extruye como a un pomo de dentífrico, expeliendo el contenido verdoso del intestino. 

### Preservación
El método tradicional de conservación de las orugas es secarlas al sol o ahumarlas, dándoles un aroma adicional. El método industrial es enlatarlos (usualmente en salmuera); se los ve en los supermercados rurales del sur de África.[cita requerida]

### Consumo
Las orugas secas se pueden comer crudas, como un bocadillo crujiente; en Botsuana suelen evitar comer la cabeza. Otra alternativa es rehidratarlas y luego freirlas o cocinarlas con cebolla, tomates y especias, y se sirve con sadza.
 La carne es amarilla, y la tripa puede contener fragmentos de hojas, no dañinas a humanos. El sabor da reminiscencia de hojas de té.

### Otros medios de consumo
Como las orugas secas casi no tienen sabor, y a veces es como comer madera seca; frecuentemente se las enlata/empaqueta en salsa de tomate o de picantes para mejorar su sabor.

## Granjas y economía
La cosecha y venta de orugas mopane es una industria multimillonaria de billetes rand sudafricanos. Sus principales productores son Botsuana, Namibia, Sudáfrica (provincia de Limpopo, Mpumalanga) y Zimbabue. Típicamente, las orugas no se han domesticado, y deben cogerse donde viven naturalmente. Es una de las regiones más importantes económicamente de estos insectos. En los 1990s, se exportaron cada año centenares de toneladas de Botsuana y de Sudáfrica. Se estima que solo Sudáfrica comercia 1600 t de oruga mopane anualmente, y para Botsuana su industria mueve $8 millones/año.
Esta cosecha de orugas se considera sustentable, pues 3 kg de alimento (hojas de mopane) rinde 1 kg de orugas: en contraste, el ganado bovino usa 10 kg de alimento por kg de carne; así las orugas son de bajo costo, bajo mantenimiento, y fuente proteica alta.

### Cosecha

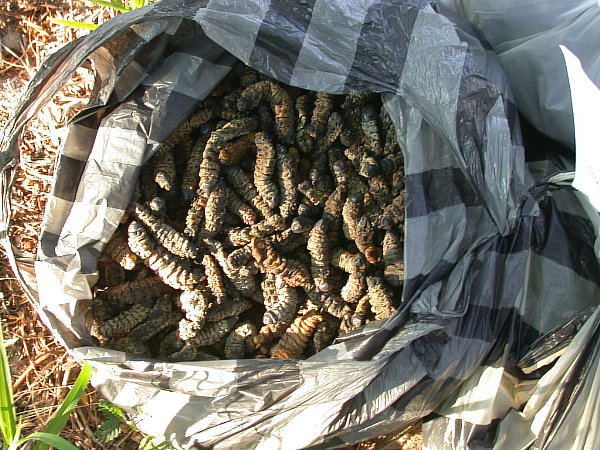
Orugas cosechadas.

Tradicionalmente, las orugas se cosechaban para subsistencia y nutrición. La naturaleza estacional de esas orugas comestibles significaba que no había todo el año, convirtiéndose en suplementaria más que en sostenible nutricionalmente todo el año,  aunque se tiende a pasar de una naturaleza de subsistencia a una más comercial e industrial.
Desde los años 50 se aplican métodos de agricultura comercial a la cosecha de orugas, particularmente en Sudáfrica. Los cosechadores se organizan en grupos de centenares para coger las orugas de los árboles, y son embolsados en masa, pesados y enviados a proceso. Los dueños de las tierras donde hay orugas mopane les cobran a los cosecheros, mucho dinero para dejarlos entrar. Esta relación comercial benéfica tanto a los cosecheros comerciales y a los dueños, se hace en detrimento de la comunidad local, para quienes las orugas eran importante fuente de alimento y dinero estacional. 

### Sustentabilidad
Las orugas mopane representan un importante sector en la economía rural local, atrayendo mucha gente para cosechar y para vender los insectos. Puede haber sobrecosecha, y sobreviven demasiadas pocas larvas para el siguiente año. En algunas áreas, los dueños y las comunidades realizan un balance, para prever la cosecha máxima sin comprometer el año siguiente.

#### Preocupación por la competencia

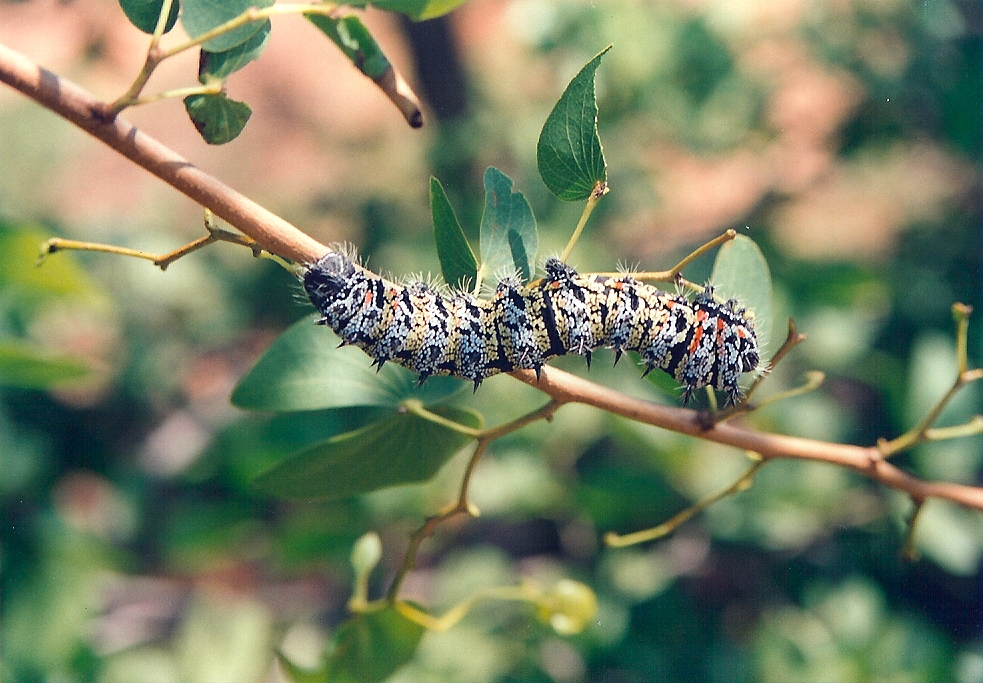
Oruga en el árbol mopane, Botsuana. La cabeza está a la derecha.

Un signo seguro de presencia de orugas mopane es la defoliación de los árboles mopane - a veces alrededor del 90 % de las hojas. Algunos agricultores ven a la oruga mopane como competencia para su ganado, que come de esos árboles, y tratan de erradicarlas a esta "peste" con insecticidas.  Sin embargo, la estación de la oruga es corta, y los árboles rebrotan bien.

#### Recolonización
Algunas áreas una vez ricas en orugas mopane ahora no hay más por su sobreexplotación. Para reintroducirlas se hace recolonización. Como el adulto vive solo 3-4 días, durante los cuales debe encontrar pareja, fecundarse y poner huevos, da una pequeña ventana a la oportunidad de relocalizarla allí. Si ese estadio se completa exitosamente, se requerirá de la colaboración de los agricultores locales y las comunidades para asegurar que no serán cosechados por varios años. Así se consigue una adecuada repoblación del área, creando una producción sustentable en el futuro.

#### Domesticación
En el negocio se considera la domesticación de la oruga mopane de manera similar al gusano de seda. Así permite a la industria ser menos susceptible a las fallas asociadas con, cambio climático, sequía, otros factores que pueden comprometer una cosecha. Para una industria con gusanos domesticados el éxito en pequeña escala es ser accesible al más pobre de los pobres, donde el costo de producción debería compararse con el costo de la oruga silvestre con la oruga seca en el mercado.

## Otras lecturas
- Food Insects Site includes The Food Insects Newsletter
- DeFoliart, Gene. Uso Humano de Insectos como Fuente de Alimenos: bibliografía en Progreso.